# 오드손 에두아르
오드손 에두아르(프랑스어: Odsonne Édouard, 1998년 1월 16일 ~ )는 프랑스의 축구 선수로 현재 잉글랜드 프리미어리그의 레스터 시티에서 공격수로 뛰고 있다.

## 선수 경력

### 클럽
2015년 프랑스 리그앙의 파리 생제르맹에 입단하여 2군팀 소속으로 2015-16 U-19 샹피오나 나시오날 우승, 2015-16년 UEFA 유스리그 준우승을 차지했으나 1군에서는 단 1경기도 출전하지 못한 채 같은 리그앙팀인 툴루즈 FC로 임대 이적하여 2016-17 시즌 공식전 17경기 1골을 기록한 뒤 스코티시 프리미어십의 강호 셀틱 FC로 또 다시 임대 이적을 확정지었다.
그리고 셀틱으로 임대 이적 후 공식전 29경기 11골을 터뜨리는 맹활약을 펼치며 2017-18 리그 우승에 혁혁한 공을 세운 뒤 셀틱으로 완전 이적하여 2021-22 시즌 중반까지 공식전 150경기 77골을 터뜨리며 팀의 리그 3연패, 스코티시컵 2연패, 스코티시 리그컵 2연패, 2020-21 리그 준우승 등에 크게 기여했고 특히 2019-20 시즌에는 리그 22골, 2020-21 시즌에는 18골로 2시즌 연속 리그 득점왕에 오르는 등 셀틱의 주축 공격수로서 맹위를 떨쳤다.
그 후 2021년 8월 31일 잉글랜드 프리미어리그의 크리스털 팰리스와 4년 계약을 맺은 후 같은 해 9월 11일 토트넘 홋스퍼와의 프리미어리그 2021-22 4라운드 경기에서 후반 38분 크리스티안 벤테케와의 교체 투입을 통해 프리미어리그 데뷔전을 가진지 30초도 안되어 리그 데뷔골을 터뜨렸고 후반 추가시간 3분경 쐐기골까지 터뜨리며 3-0 완승과 함께 팰리스의 토트넘전 12경기 연속 무승 탈출에 일조했다.

### 국가대표팀
프랑스 U-17 대표팀 소속으로 2015년 UEFA U-17 축구 선수권 대회에 출전하여 이 대회 6경기에서 무려 8골을 터뜨리는 폭발적인 득점력으로 대회 득점왕과 최우수선수상을 동시에 휩쓸었고 특히 라이벌 독일과의 결승전에서 해트트릭을 작성하며 팀의 11년만의 UEFA U-17 대회 우승 및 2015년 FIFA U-17 월드컵 본선행을 이끌었다.
그 후 같은 해에 열린 2015년 FIFA U-17 월드컵 본선에서도 4경기에서 2골을 터뜨리며 맹활약했지만 팀은 코스타리카와의 16강전에서 승부차기까지 가는 접전 끝에 3-5로 석패하며 8강 진출이 좌절되는 아픔을 맛보았다.
그리고 2016년부터 2021년까지 프랑스 U-19 대표팀과 U-21 대표팀의 주축 공격수로 27경기 22골의 경이로운 득점력을 과시했으며 특히 프랑스 U-21 대표팀 소속으로 2021년 UEFA U-21 축구 선수권 대회 예선 10경기에서 무려 8골로 잉글랜드의 에디 은케티아에 이어 예선 득점 랭킹 2위에 오르며 통산 10번째 UEFA U-21 대회 본선 진출을 이끌었지만 아직 프랑스 성인대표팀에는 차출되지 못했다.

## 수상

### 클럽
파리 생제르맹 B
- U-19 샹피오나 나시오날 : 우승 (2015-16)
- UEFA 유스리그 : 준우승 (2015-16)

 셀틱 FC
- 스코티시 프리미어십 : 우승 (2017-18, 2018-19, 2019-20), 준우승 (2020-21)
- 스코티시컵 : 우승 (2018-19, 2019-20)
- 스코티시 리그컵 : 우승 (2018-19, 2019-20)

### 국가대표팀
프랑스 U-17
- UEFA U-17 축구 선수권 대회 : 우승 (2015)

### 개인
- 스코틀랜드 축구 기자 선정 올해의 선수 : 2019-20
- 프로 축구 선수 협회 선정 스코틀랜드 올해의 팀 : 2020-21
- 스코티시 프리미어십 득점왕 : 2019-20 (22골), 2020-21 (18골)
- 스코티시 프리미어십 이달의 선수 : 2019년 3월·8월, 2020년 1월, 2021년 2월
- 셀틱 FC 올해의 선수 : 2019-20
- UEFA U-17 축구 선수권 대회 최우수선수 : 2015
- UEFA U-17 축구 선수권 대회 득점왕 : 2015 (8골)
- UEFA U-17 축구 선수권 대회 드림팀 : 2015